# Saharoza
Saharoza je vrsta ogljikovih hidratov, znana tudi pod imenom namizni sladkor, beli sladkor, pogovorno tudi sladkor, ki se najpogosteje uporablja v vsakodnevni prehrani in prehrambeni industriji. Doma ga največkrat uporabljamo v kulinariki - za sladkanje. 
Spada med nereducirajoče disaharide. Je spojina fruktoze in glukoze, z molekulsko formulo C12H22O11.
Je brez barve in vonja, ima sladek okus. Pri sobni temperaturi je v trdnem agregatnem stanju.
Saharozo pridobivamo iz sladkorne pese in iz sladkornega trsa, ker se iz teh dveh rastlin splača pridobivanje. Za gojenje sladkornega trsa so primerni tropski kraji. Pridobivanje poteka tako, da izrežejo steblo, iz njega iztisnejo sok in vodo izparijo. Ko snov kristalizirajo, ostanejo kristalčki - sladkor. Saharoza je dobro topna v vodi, sok sladkorne pese vsebuje 10-17 % saharoze, medtem, ko sok sladkornega trsa 15-20 %.
Njeno tališče je 186 °C, vrelišča pa nima, saj pri visokih temperaturah razpade.